# Грузинські греко-католики
Грузинські греко-католики — нечисленна група грузинських католиків, які дотримуються візантійського обряду і не мають у даний час власної церковної ієрархії. На даний час число грузинських греко-католиків не перевищує пару тисяч осіб.

## Історія
У середині XIX століття в Грузії виник неформальний нечисленний рух серед грузинських православних віруючих, які хотіли приєднатися до Католицької церкви, зберігши при цьому візантійський обряд. Російський уряд перешкоджав цьому руху, тому багато священиків і звичайних віруючих, які хотіли зберегти східний обряд, перейшли до Вірменської католицької церкви.
У 1861 році священик Петре Харісчірашвілі (პეტრე ხარისჭირაშვილი) заснував у Стамбулі дві чоловічі і жіночу чернечі громади, названі на честь Непорочного Зачаття Пресвятої Діви Марії. У ці громади входили 19 священиків, 2 ченці, 7 послушників і 14 семінаристів. Жіноча громада налічувала 16 черниць. Силами цих чернечих громад у Стамбулі була заснована грузинська парафія для віруючих візантійського обряду. Крім того були створені парафії в Константинополі і в місті Монтобан-де-Пікарді у Франції.
У короткий період незалежності Грузії 1918—1921 рр. деякі ієрархи Грузинської Православної церкви робили невдалі спроби переговорів із Ватиканом про об'єднання церков.

## Сьогодення
Грузинська парафія Пресвятої Діви Марії Лурдської в Монтобан-де-Пікарді припинила своє існування. У даний час церква, в якій раніше знаходилася грузинська візантійська парафія, використовується Римо-католицькою церквою. На подвір'ї цієї церкви розташовані надгробки з грузинськими написами.
Парафія в Стамбулі проіснувала до 1974 року.
На даний час не існує прямих задокументованих свідчень з боку Святого Престолу про створення Грузинської католицької церкви. Ватикан у своїх «Acta Apostolicae Sedis» не згадує про створення подібної церковної структури. Хоча існують різні свідчення про те, що священик Шио Батламашвілі був висвячений в єпископа і призначений апостольським ординарієм для грузинських греко-католиків, однак видання довідника «Annuario Pontificio» 30-х років XX століття не згадують цього священика в якості єпископа. Сучасні нечисленні грузинські греко-католики не мають власної церковної структури і підкоряються місцевим католицьким ієрархам. Також сьогодні не існує будь-яких свідчень, що дана громада грузинських католиків прагне до оформлення свого офіційного положення в структурі Католицької церкви.